# Auzoue
Auzoue – rzeka we Francji, przepływająca przez tereny departamentów Gers oraz Lot i Garonna, o długości 74,2 km. Stanowi dopływ rzeki Gélise.
Główne miejscowości nad Auzoue: Courrensan, Montréal, Fourcès, Mézin